# Archispirostreptus dodsoni
Archispirostreptus dodsoni är en mångfotingart som beskrevs av Pocock 1899. Archispirostreptus dodsoni ingår i släktet Archispirostreptus och familjen Spirostreptidae. Inga underarter finns listade i Catalogue of Life.